# 崔應麒
崔應麒（1544年—1617年），字獻可，號恒山、端軒，直隸真定府獲鹿縣人，民籍，明朝政治人物。隆慶辛未進士，官至河南副使。

## 生平
治易经，隆慶四年（1570年）庚午科順天府鄉試第六十六名。隆慶五年（1571年）联捷辛未科会试三百六十三名，三甲一百四十四名進士。都察院觀政，授山西五台，六年调山東潍县，丁憂歸。萬曆六年（1578年）复任河南汲县的知县，颇著官声。七年迁户部主事，十一年升员外郎、郞中，丁憂。十六年复任本部，出知济南府，万历二十年（1592年）六月升河南按察司副使。二十三年五月升陕西右参政，二十六年九月升山西按察使，二十九年遷四川右布政使，三十一年三月升本省左布政、管遵义兵备，三十三年正月擅受安顺臣降，以开夷衅，被革职回籍听勘。四月复原官，十一月调补陕西左布政使兼按察司副使，三十八年闰三月升都察院右副都御史、敕遣巡抚陕西等处，次年加兵部右侍郎兼右佥都御史，四十一年二月引疾回籍调理。四十五年卒，四月賜祭葬。

## 家族
曾祖崔彪；祖父崔鸞；父崔珍，教諭。母范氏。弟應鹏。

## 遗迹
获鹿城向阳街曾有“恩荣三代坊”。泰山经石峪西侧，有崔应麒草书七律《题晒经石水帘》，刻于万历十九年。